# 梁國斌 (導演)
梁國斌（英語：Nick Leung），香港電視、電影導演。
他生於七十年代，任職TVB十年，有近二十年的戲劇制作經驗，拍攝過 200個小時的劇集，有《隔世追兇》、《衝上雲霄》、《無間道》等等。近年轉戰電影，首部作品為林家棟監製的《死開啲啦》，最新作品由高先電影發行(GoldenScene)曾麗芬、黎志偉聯合監製《獅子山上》，為香港亞洲電影節開幕電影，將於2019年11月14日上映。。

## 作品表
- 電視劇	《真情》	1995
- 電視劇	《天地男兒》	1996
- 電視劇	《西遊記》	1996
- 電視劇	《O記實錄II》	1996
- 電視節目	《1996電視劇巡禮》	1996
- 電視劇	《迷離檔案》	1997
- 電視劇	《難兄難弟》	1997
- 電視劇	《廉政追緝令》	1997
- 電視劇	《鹿鼎記》	1998
- 電視劇	《廉政行動1998》	1998
- 電視劇	《外父唔怕做》	1998
- 電視劇	《全院滿座》	1999
- 電視劇	《人龍傳說》	1999
- 電視劇	《創世紀》	1999
- 電視劇	《創世紀II天地有情》	2000
- 電視劇	《尋秦記》	2001
- 電視劇	《美味情緣》	2001
- 電視劇	《法網伊人》	2002
- 電視劇	《彩色世界》	2002
- 電視劇	《衝上雲霄》	2003
- 電視劇	《怪俠一枝梅》	2004
- 電視劇	《隔世追兇》	2004
- 電視劇	《一屋兩家三姓人》	2004
- 電視劇	《鄭板橋》	2005
- 電視劇	《點指賊賊賊捉賊》	2005
- 電視劇	《追魂交易》	2006
- 電視節目	《2006電視劇巡禮》	2006
- 電視劇	《義無反顧》	2006
- 電視劇	《火蝴蝶》	2008
- 電視劇	《我用音樂說愛你say love》	2009
- 電視劇	《蘭陵王》	2013
- 電影	《死開啲啦》	2015
- 電視劇	《無間道》	2017
- 電影	《獅子山上》	2019

## 外部連結
- 梁國斌在香港影庫上的簡介
- 梁國斌在互联网电影资料库（IMDb）上的資料（英文）